# Vesna Veltrop
Vesna Veltrop (22 oktober 1993) is een Nederlands voetballer die sinds de zomer van 2013 uitkomt voor ADO Den Haag dat uitkomt in de Women's BeNe League.

## Carrièrestatistieken
| Seizoen                      | Club            | Land            | Competitie          | Competitie | Competitie | Beker | Beker | Internationaal | Internationaal | Overig | Overig | Totaal | Totaal |
| Seizoen                      | Club            | Land            | Competitie          | Wed.       | Dlp.       | Wed.  | Dlp.  | Wed.           | Dlp.           | Wed.   | Dlp.   | Wed.   | Dlp.   |
| ---------------------------- | --------------- | --------------- | ------------------- | ---------- | ---------- | ----- | ----- | -------------- | -------------- | ------ | ------ | ------ | ------ |
| 2012/13                      | AFC Ajax        | Nederland       | Women's BeNe League | 13         | 0          | 0     | 0     | –              | –              | –      | –      | 13     | 0      |
| 2013/14                      | ADO Den Haag    | Nederland       | Women's BeNe League | 19         | 1          | 0     | 0     | –              | –              | –      | –      | 19     | 1      |
| 2014/15                      | ADO Den Haag    | Nederland       | Women's BeNe League | 10         | 1          | 0     | 0     | –              | –              | –      | –      | 10     | 1      |
| Carrière totaal              | Carrière totaal | Carrière totaal | Carrière totaal     | 42         | 2          | 0     | 0     | 0              | 0              | 0      | 0      | 42     | 2      |
| Bijgewerkt tot 18 maart 2015 |                 |                 |                     |            |            |       |       |                |                |        |        |        |        |